# Săptămâna mare (film)
Săptămâna mare (film) este un film din 1995 regizat de Andrzej Wajda.